# 日新
株式会社日新（にっしん、英: NISSIN CORPORATION）は日本の総合物流企業である。創業は1938年（昭和13年）。
国際および国内物流、旅行その他の総合輸送を専門とする。事業内容の振り分けは、およそ国際物流60%、国内物流20%、旅行とその他が20%。港湾運送業にて業界二位。
みどり会の会員企業であり、三和グループに属している。

## 沿革
- 1938年 - 日新運輸株式会社を設立。
- 1946年 - 日新商事株式会社に社名変更。
- 1950年 - 日新運輸倉庫株式会社に社名変更。
- 1950年 - 東京証券取引所に上場。
- 1973年 - 大阪証券取引所1部に上場。 ロサンゼルスに現地法人設立。
- 1974年 - 香港に現地法人設立。
- 1975年 - ロンドン支店開設。
- 1983年 - シンガポールに現地法人設立。
- 1984年 - 英国に現地法人設立。 カナダに現地法人設立。
- 1985年 - 株式会社日新に社名変更。 西独（現・ドイツ）に現地法人設立。
- 1987年 - タイに現地法人設立。 オーストリアに現地法人設立。
- 1988年 - スペインに現地法人設立。
- 1992年 - フランスに現地法人設立。
- 1994年 - マレーシアに現地法人設立。
- 1997年 - ベルギーに現地法人設立。
- 1998年 - フィリピンに合弁会社設立。 UAEに現地法人設立。
- 1999年 - インドに合弁会社設立。
- 2000年 - メキシコに現地法人設立。
- 2004年 - インドネシアに現地法人設立。
- 2005年 - ロシアに現地法人設立。
- 2006年 - ベトナムに現地法人設立。
- 2007年 - ポーランドに現地法人設立。
- 2012年 - ラオスに合弁会社設立。
- 2021年 - 株式会社トレードワルツに出資[4]。

## 日新グループ
- 日新航空サービス株式会社
- 日中平和観光株式会社 - 中国に特化した旅行会社として1964年に設立。当社が99.9%を出資する連結子会社であったが、2019年以降の新型コロナウイルスの感染拡大の影響で業績が悪化し、グループ体制見直しの一環として2022年8月に事業を停止。それまでの業務と顧客はグループ内の日新航空サービス株式会社に引き継ぎ休眠会社となった。
- 日新商事株式会社 - ENEOS（旧・JX日鉱日石エネルギー）の特約代理店として、ガソリンスタンド・セルフスタンド運営や石油製品販売（LPG・灯油等）の販売を行う石油商社。
- 昭和日タン株式会社 - 当社と平沢運輸の油槽船事業を統合し「昭和油槽船株式会社」として設立。その後、旧・日本鉱業系の日本タンカーを吸収合併し、現社名に。
- 京浜不動産株式会社
- 日新興産株式会社
- 鶴見倉庫株式会社
- 松菱運輸株式会社

## 主な事業所
- 北海道・東北（新千歳空港、宮城）
- 関東（群馬、栃木、埼玉、千葉、東京、神奈川）
- 中部・北陸（新潟、石川、静岡、愛知）
- 関西（滋賀、大阪、京都、兵庫）
- 中国（岡山、広島）
- 九州・沖縄（福岡、宮崎、沖縄）

## 主な海外拠点
- 米州（米国、カナダ、メキシコ）
- 欧州（ドイツ、英国、オーストリア、スペイン、フランス、ベルギー、UAE、ロシア、ポーランド）
- アジア（シンガポール、タイ、マレーシア、フィリピン、インド、インドネシア、ベトナム、ラオス）
- 中国（香港、深圳、江蘇、常熟、上海、北京）